# SV Bubali
SV Bubali (vollständiger Name: Sport Vereniging Bubali) ist ein im Jahr 1943 gegründeter Fußballverein aus Bubali auf der Insel Aruba. Der Verein konnte in der Saison 1975 seine erste und bislang einzige Meisterschaft erringen und spielt nach dem Aufstieg aus der zweitklassigen Division Uno seit der Saison 2013/14 erneut in der Division di Honor, der höchsten Spielklasse des Fußballverbands von Aruba.

## Erfolge
- Division di Honor[2]

Meister: 1975